# Europese kampioenschappen taekwondo (ETU)
De Europese kampioenschappen taekwondo zijn door de European Taekwondo Union (ETU) georganiseerde kampioenschappen voor taekwondoka's. De eerste editie vond plaats in het Spaanse Barcelona in 1976.

## Erelijst
| Editie | Jaar | Locatie                          |
| ------ | ---- | -------------------------------- |
| 1      | 1976 | Barcelona (Spanje)               |
| 2      | 1978 | München (Duitsland)              |
| 3      | 1980 | Kopenhagen (Denemarken)          |
| 4      | 1982 | Rome (Italië)                    |
| 5      | 1984 | Stuttgart (Duitsland)            |
| 6      | 1986 | Seefeld in Tirol (Oostenrijk)    |
| 7      | 1988 | Ankara (Turkije)                 |
| 8      | 1990 | Aarhus (Denemarken)              |
| 9      | 1992 | Valencia (Spanje)                |
| 10     | 1994 | Zagreb (Kroatië)                 |
| 11     | 1996 | Helsinki (Finland)               |
| 12     | 1998 | Eindhoven (Nederland)            |
| 13     | 2000 | Patras (Griekenland)             |
| 14     | 2002 | Samsun (Turkije)                 |
| 15     | 2004 | Lillehammer (Noorwegen)          |
| 16     | 2005 | Riga (Letland)                   |
| 17     | 2006 | Bonn (Duitsland)                 |
| 18     | 2008 | Rome (Italië)                    |
| 19     | 2010 | Sint-Petersburg (Rusland)        |
| 20     | 2012 | Manchester (Verenigd Koninkrijk) |
| 21     | 2014 | Bakou (Azerbeidzjan)             |
| 22     | 2016 | Montreux (Zwitserland)           |
| 23     | 2018 | Kazan (Rusland)                  |